# Dompierre-Becquincourt
Dompierre-Becquincourt és un municipi francès situat al departament del Somme i a la regió dels Alts de França. L'any 2007 tenia 631 habitants.

## Demografia

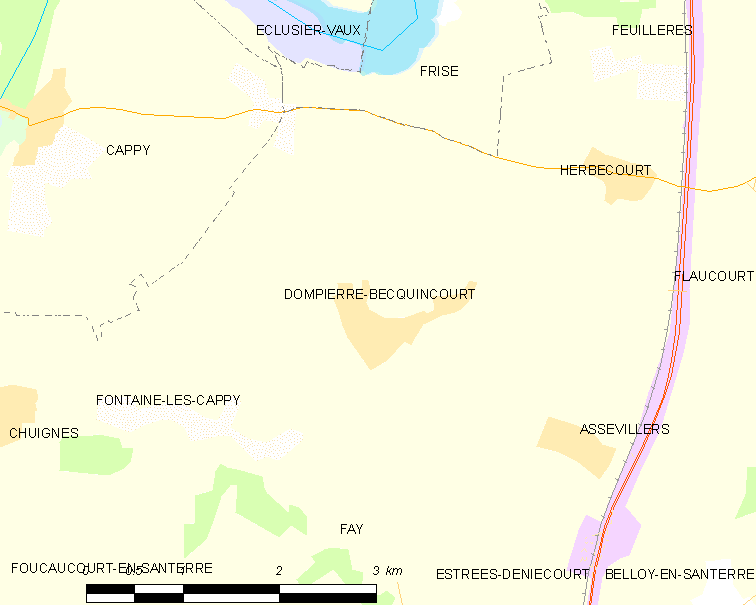
Mapa del municipi

### Població
El 2007 la població de fet de Dompierre-Becquincourt era de 631 persones. Hi havia 248 famílies de les quals 72 eren unipersonals (24 homes vivint sols i 48 dones vivint soles), 80 parelles sense fills, 84 parelles amb fills i 12 famílies monoparentals amb fills.
La població ha evolucionat segons el següent gràfic:
Habitants censats

### Habitatges
El 2007 hi havia 281 habitatges, 249 eren l'habitatge principal de la família, 11 eren segones residències i 21 estaven desocupats. 280 eren cases i 1 era un apartament. Dels 249 habitatges principals, 206 estaven ocupats pels seus propietaris, 40 estaven llogats i ocupats pels llogaters i 2 estaven cedits a títol gratuït; 2 tenien dues cambres, 28 en tenien tres, 49 en tenien quatre i 169 en tenien cinc o més. 213 habitatges disposaven pel capbaix d'una plaça de pàrquing. A 122 habitatges hi havia un automòbil i a 99 n'hi havia dos o més.

### Piràmide de població

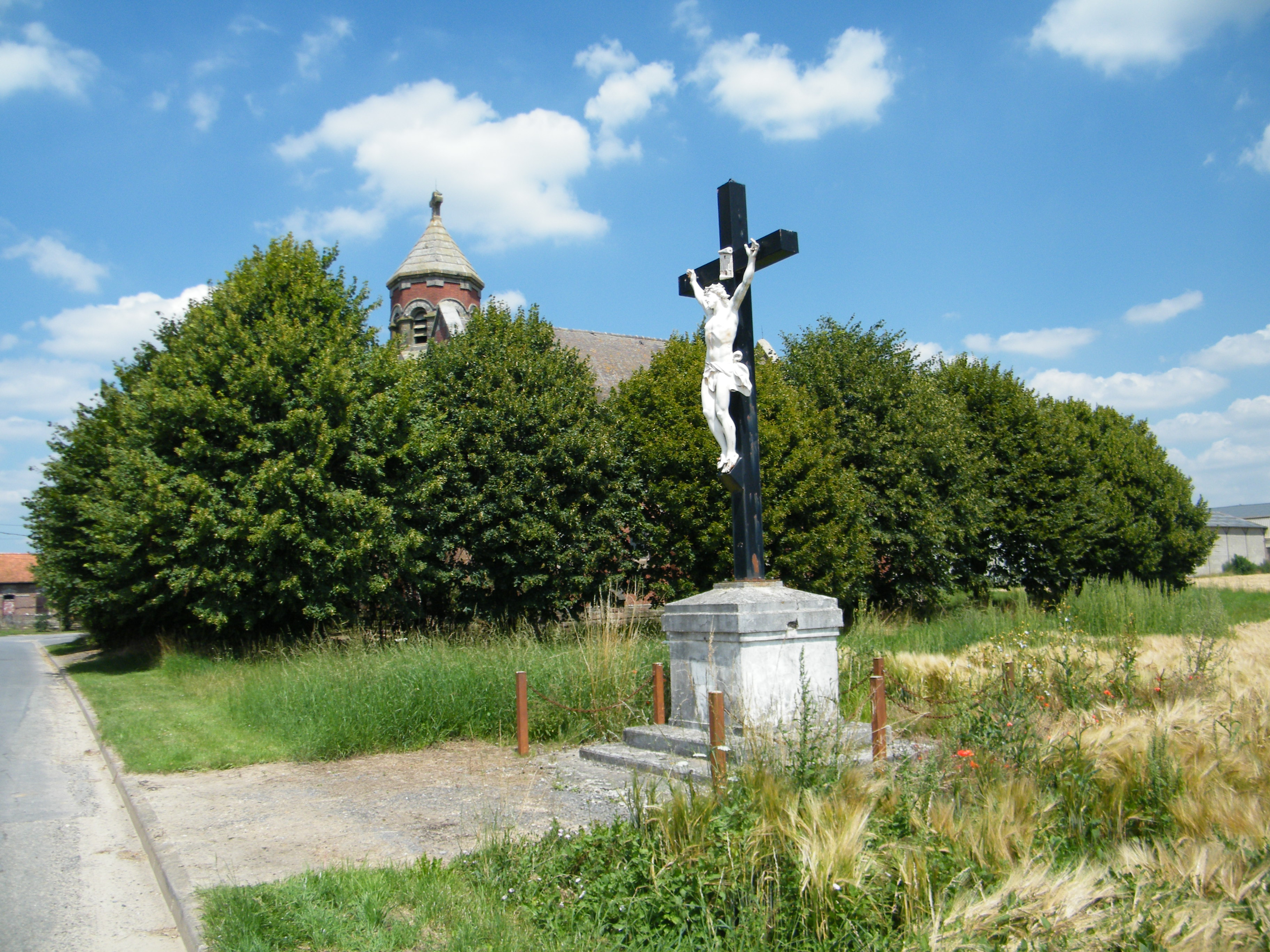

La piràmide de població per edats i sexe el 2009 era:
| Homes | Edats   | Dones |
| ----- | ------- | ----- |
| 0     | 95 o +  | 0     |
| 0     | 90 a 94 | 0     |
| 0     | 85 a 89 | 12    |
| 4     | 80 a 84 | 8     |
| 20    | 75 a 79 | 12    |
| 8     | 70 a 74 | 4     |
| 20    | 65 a 69 | 20    |
| 8     | 60 a 64 | 4     |
| 24    | 55 a 59 | 20    |
| 8     | 50 a 54 | 16    |
| 16    | 45 a 49 | 24    |
| 36    | 40 a 44 | 20    |
| 20    | 35 a 39 | 16    |
| 40    | 30 a 34 | 28    |
| 24    | 25 a 29 | 32    |
| 28    | 20 a 24 | 12    |
| 8     | 15 a 19 | 16    |
| 24    | 10 a 14 | 16    |
| 32    | 5 a 9   | 32    |
| 24    | 0 a 4   | 20    |

## Economia

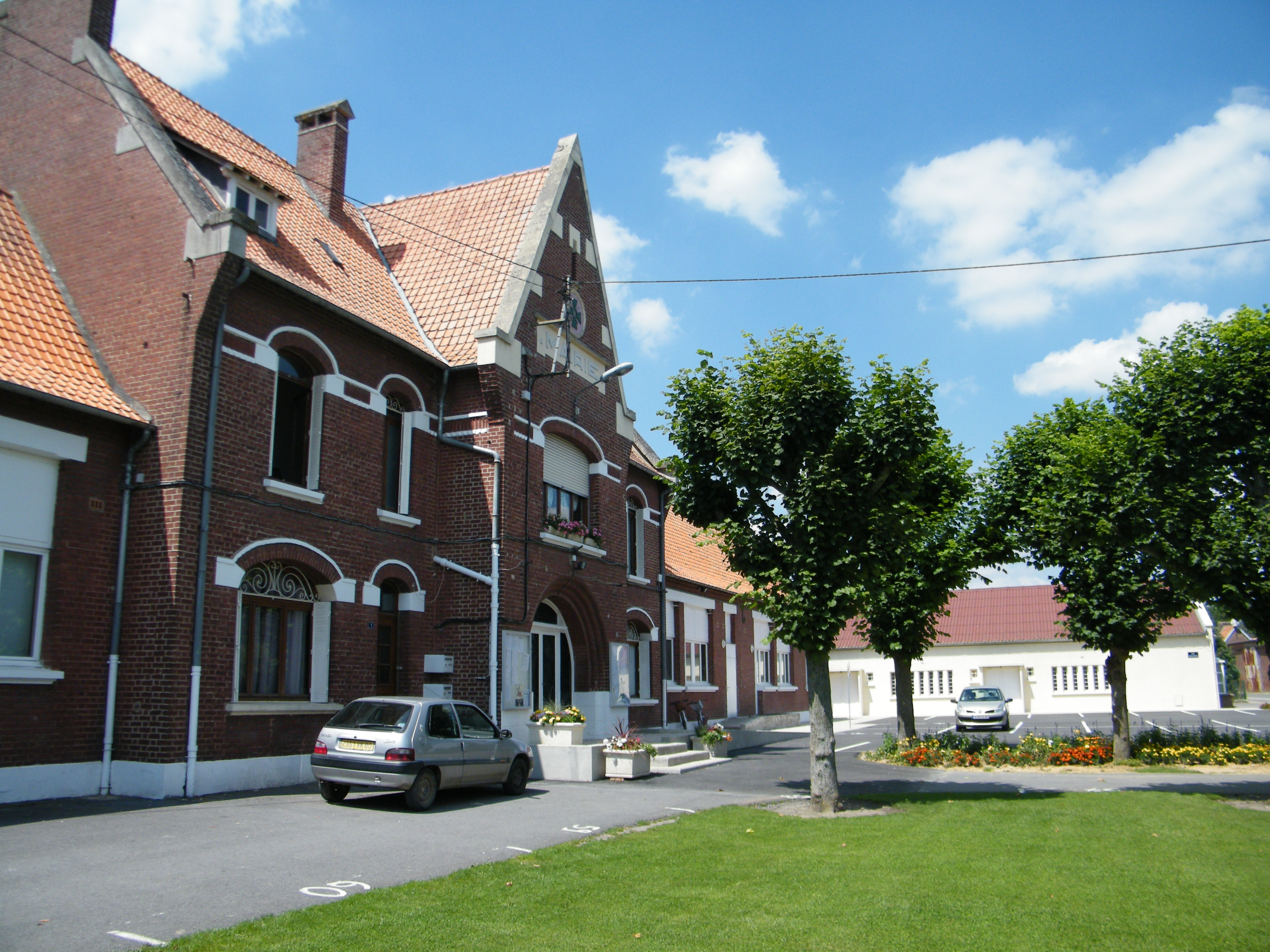

El 2007 la població en edat de treballar era de 401 persones, 272 eren actives i 129 eren inactives. De les 272 persones actives 256 estaven ocupades (149 homes i 107 dones) i 16 estaven aturades (5 homes i 11 dones). De les 129 persones inactives 41 estaven jubilades, 39 estaven estudiant i 49 estaven classificades com a «altres inactius».

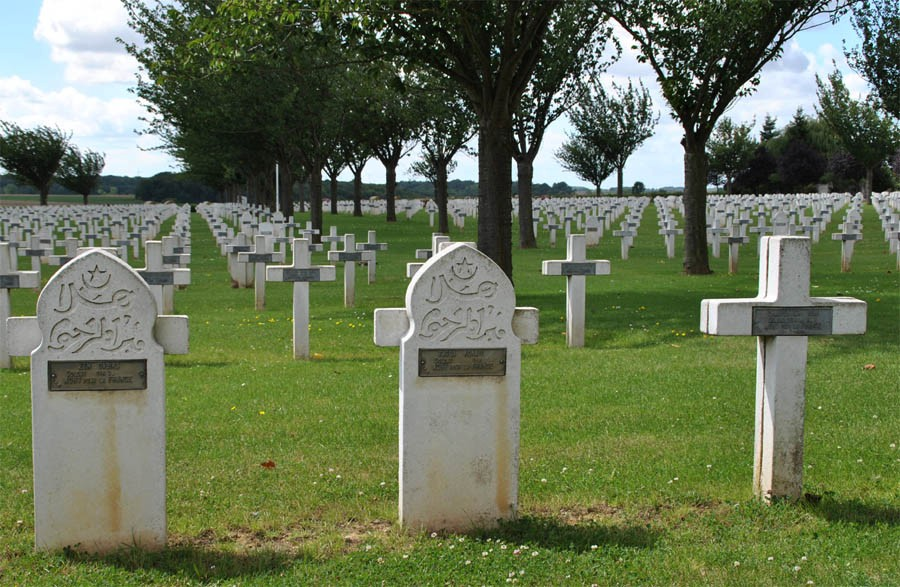
Cementiri

### Ingressos
El 2009 a Dompierre-Becquincourt hi havia 259 unitats fiscals que integraven 673 persones, la mediana anual d'ingressos fiscals per persona era de 15.406 €.

### Activitats econòmiques
Dels 22 establiments que hi havia el 2007, 1 era d'una empresa extractiva, 1 d'una empresa alimentària, 2 d'empreses de fabricació d'altres productes industrials, 3 d'empreses de construcció, 6 d'empreses de comerç i reparació d'automòbils, 3 d'empreses de transport, 1 d'una empresa d'informació i comunicació, 2 d'empreses de serveis i 3 d'entitats de l'administració pública.
Dels 5 establiments de servei als particulars que hi havia el 2009, 1 era una oficina de correu, 1 taller de reparació d'automòbils i de material agrícola, 2 paletes i 1 lampisteria.
L'any 2000 a Dompierre-Becquincourt hi havia 15 explotacions agrícoles.

## Equipaments sanitaris i escolars
L'únic equipament sanitari que hi havia el 2009 era una farmàcia.
El 2009 hi havia una escola elemental integrada dins d'un grup escolar amb les comunes properes formant una escola dispersa.

## Poblacions més properes
El següent diagrama mostra les poblacions més properes.